# Abédi Pelé
Abédi Ayew (născut 5 noiembrie 1964) mai bine cunoscut ca Abédi "Pelé" este un fost fotbalist ghanez. A fost numit Jucătorul african al anului în 1991, 1992 și 1993. Pelé l-a trecut în lista cei mai buni 125 de jucători în viață în martie 2004.